# Пороминово
Пороминово (болг. Пороминово) — село в Болгарии. Находится в Кюстендилской области, входит в общину Кочериново. Население составляет 503 человека.

## Политическая ситуация
В местном кметстве Пороминово, в состав которого входит Пороминово, должность кмета (старосты) исполняет Венелин Йорданов Петров (Болгарская социалистическая партия (БСП)) по результатам выборов правления кметства.
Кмет (мэр) общины Кочериново — Костадин Петров Катин (коалиция в составе 3 партий: Земледельческий народный союз (ЗНС), Союз демократических сил (СДС), Движение за права и свободы (ДПС)) по результатам выборов в правление общины.